# Petrosport Football Club
Le Petrosport FC est un club gabonais de football basé à Port-Gentil. 

## Histoire
Fondé en 1956 sous le nom de Elf Oli Company Team, le club prend par la suite le nom de Petrosport FC. Il a remporté un championnat national, en 1975 et une Coupe du Gabon en 1989. 
Le Petrosport participe à sept campagnes africaines, se faisant éliminer à chaque fois lors du premier tour, sauf lors de la Coupe des Coupes 1990, où après avoir éliminé les Tchadiens du Tourbillon FC, ils tombent face à Al Merreikh Omdurman (Soudan) après la séance des tirs au but (2-0, 0-2, 3-4 tab).

## Palmarès
- Championnat du Gabon :
  - Champion : 1975

- Coupe du Gabon :
  - Vainqueur : 1989
  - Finaliste : 1994